# Llengua washo

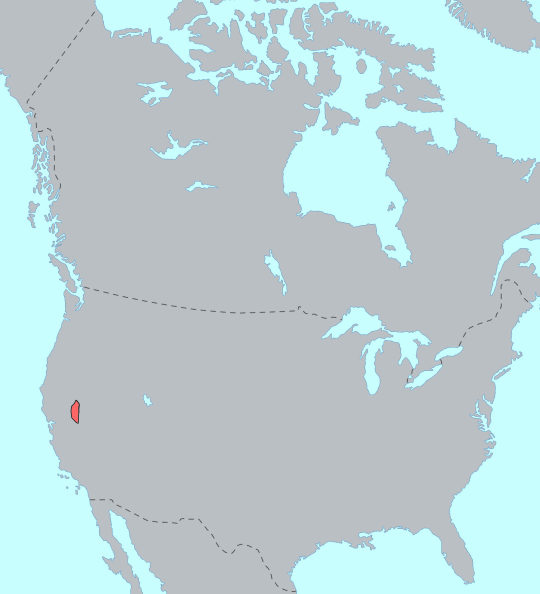
Zona on es parlava washo

El washo (també washoe [ˈwaʃo], endònim wá:šiw ʔítlu) és una llengua indígena americana amenaçada, que es classifica usualment com una llengua aïllada encara que s'ha especulat amb un parentiu remot amb les llengües hoka.

## Aspectes històrics, socials i culturals

### Història de la llengua
En l'actualitat encara es parla per alguns membres de l'ètnia washo que viuen a la frontera entre Califòrnia i Nevada en els drenatges dels rius Truckee i Carson, prop del llac Tahoe, la llengua està amenaçada perquè té un perill imminent de convertir-se en una llengua morta. Les estimacions del nombre de parlants van des de 10 parlants fluents fins a 252 persones amb algun coneixement, d'acord amb el cens nord-americà de 2000, d'elles 203 a Nevada i 38 a Califòrnia. Hi ha dos programes destinats a estimular el seu ús i augmentar el nombre de parlants. A la fi del segle XX hi havia 64 individus d'entre 5 i 17 anys amb coneixements raonables de la llengua, 4 d'ells tenien un coneixement limitat de l'anglès per no ser la seva llengua materna.
Etnogràficament, els parlants de washo pertanyien a l'àrea cultural de la Gran Conca, mentre que la resta de grups ètnics d'aquesta àrea del grup de llengües numic. D'altra banda l'idioma washo mostra contactes històrics amb la família uto-asteca (numic), maidu i miwok aquestes últimes connectades tant amb l'àrea lingüística de la Gran Conca i de Califòrnia.

### Dialectologia i variants
L'idioma washo mostra poca variació geogràfica. Jacobsen (1986:108) va escriure, «quan hi ha dues variants d'una característica, generalment una es troba en una àrea més septentrional i l'altra en una àrea més meridional, encara que les línies que separen ambdues àrees per a diferents característiques no sempre coincideixen», és a dir, existeix un feix dispers d'issoglosses.

## Classificació
El washo clarament no està emparentat amb les llengües de la seva àrea cultural, les tres llengües veïnes són el paiute del nord (numic, uto-asteca), el maidu i el miwok (pròpiament dits), que clarament són de famílies diferents. Tampoc s'han trobat parentius clars amb cap altra llengua, encara que alguns autors apunten a un possible i remot parentiu amb les llengües hoka. J. P. Harrington ha trobat algunes coincidències amb les llengües chumash, que alguns autors connecten amb les llengües hoka. Més recentment Terrence Kaufman va reconsiderar la hipòtesi hoka i va considerar probable que el washo estigui connectat amb les llengües hoka, encara que va considerar dubtosa la pertinença del chumash al hoka. A causa de l'absència d'evidències clares altres autors com Mithun (1999) posen en qüestió la validesa del hoka, i consideren que el washo és una llengua aïllada.

## Descripció lingüística

### Fonologia
El washo té una harmonia vocàlica regressiva o umlaut. És interessant notar que els mecanismes d'aquesta sinharmonia difereixen en les varietats septentrionals i meridionals.
L'inventari consonàntic del washo ve donat per:
|           |              | Bilabial | Alveolar | Palatal o post-alv. | Velar | Glotal |
| --------- | ------------ | -------- | -------- | ------------------- | ----- | ------ |
| Oclusiva  | glotalitzada | pʼ       | tʼ       |                     | kʼ    | ʔ      |
| Oclusiva  | sorda        | p        | t        |                     | k     |        |
| Oclusiva  | sonora       | d        | d        |                     | g     |        |
| Fricativa | Fricativa    |          | s        | š                   |       | h      |
| Nasal     | sonora       | m        | n        |                     | ŋ     |        |
| Nasal     | sorda        | m̥        | n̥        |                     | ŋ̥     |        |
| Sonorant  | sonora       | w        | ɾ        | y                   |       |        |
| Sonorant  | sorda        | w̥        | ɾ̥        | y̥                   |       |        |

L'inventari vocàlic ve donat per:
|         | Anterior | Anterior | Central | Central | Posterior | Posterior |
| curta   | llarga   | curta    | llarga  | curta   | llarga    |           |
| ------- | -------- | -------- | ------- | ------- | --------- | --------- |
| Tancada | i        | iː       | ɨː      | ɨː      | u         | uː        |
| Oberta  | e        | eː       | a       | aː      | o         | oː        |

### Gramàtica
El washo usa la reduplicació com a procediment morfològic en verbs icònics per indicar aspecte gramatical reiteratiu o plural.
L'ordre bàsic és SOV. El washo usa tant prefixs com sufixs en el nom i en el verb. La conjugació verbal inclou un gran nombre d'afixos pel temps gramatical.